# Sint-Ritakerk (Amsterdam)
De Rooms-katholieke Sint-Ritakerk aan het Hagedoornplein 2 in Amsterdam-Noord werd gebouwd in 1921-'22 naar ontwerp van A.J. Kropholler.
Het is een brede basicale kerk met apsis en toren, naar een traditionalistisch ontwerp met rationalistische details. De bouw vorderde langzaam; tijdens een storm in november 1921 raakte de in aanbouw zijnde kerk al beschadigd. Draagbalken en steigers stortten in. Bij het bombardement op Amsterdam-Noord op 17 juli 1943 werd de kerk zwaar beschadigd. Er vielen tientallen doden en gewonden. Bij het herstel van de oorlogsschade in 1946-'47 werden naar ontwerp van C.M. Van Moorsel enkele wijzigingen aangebracht. Het schip werd verlengd en de bestaande toren vervangen door de huidige, niet afgebouwde, zware toren. In 1973 werd de westelijke helft van de kerk verbouwd tot openbare bibliotheek.
Eveneens ontworpen door Kropholler zijn de pastorie (Buiksloterweg 95; 1921-'22) en het ten behoeve van de dominicanessen van Voorschoten toegevoegde Sint-Rosaklooster (Wingerdweg 4; 1926-'27). Zij verzorgden het onderwijs in de bijbehorende bewaarschool en lagere school (jongens en meisjes). Het zusterhuis met kapel en de kloosterhof zijn na beschadiging in 1943 eveneens hersteld door C.M. van Moorsel.
Sinds 2022 is er een hotel in het gebouw gevestigd.

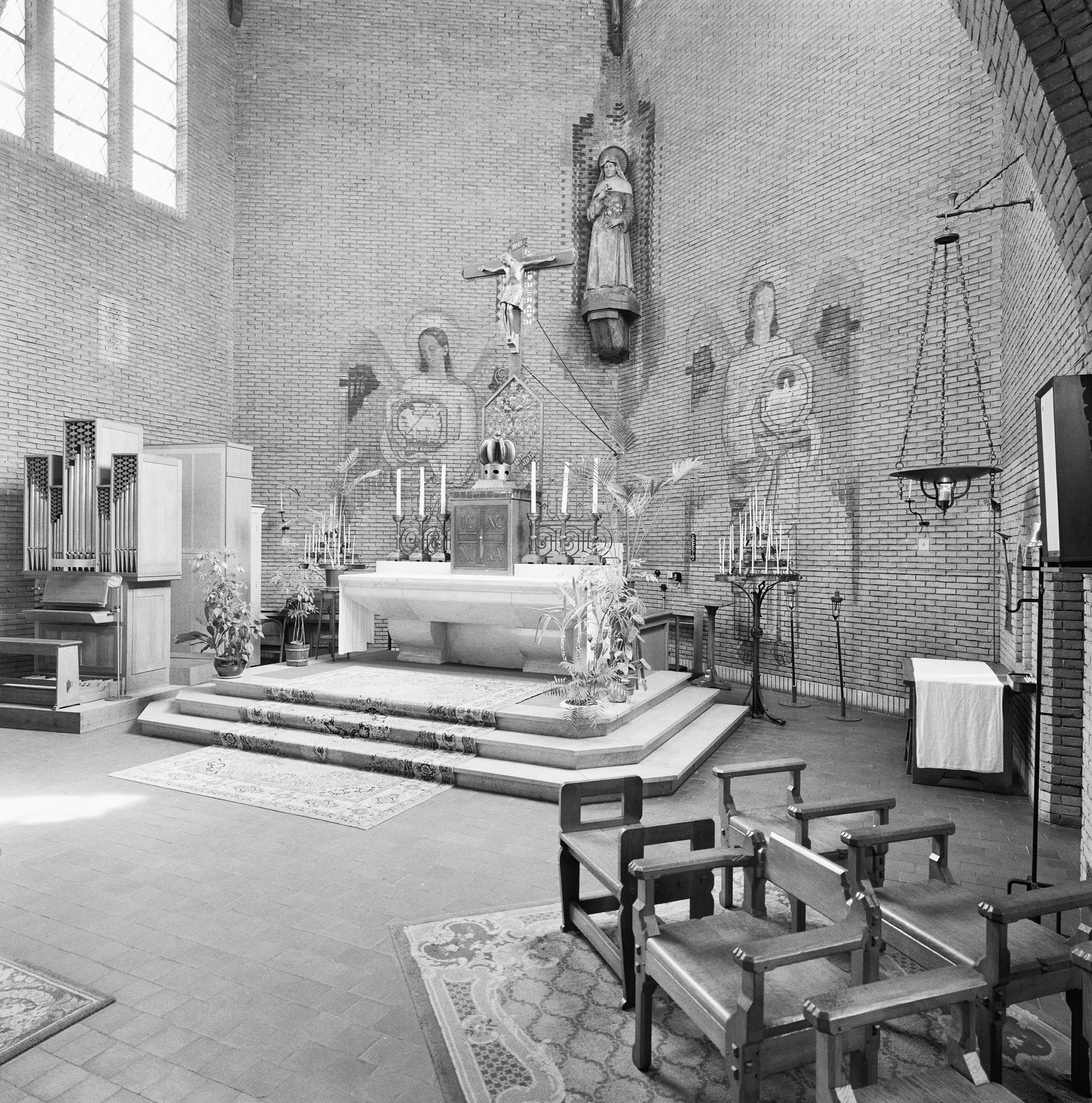
Hoofdaltaar
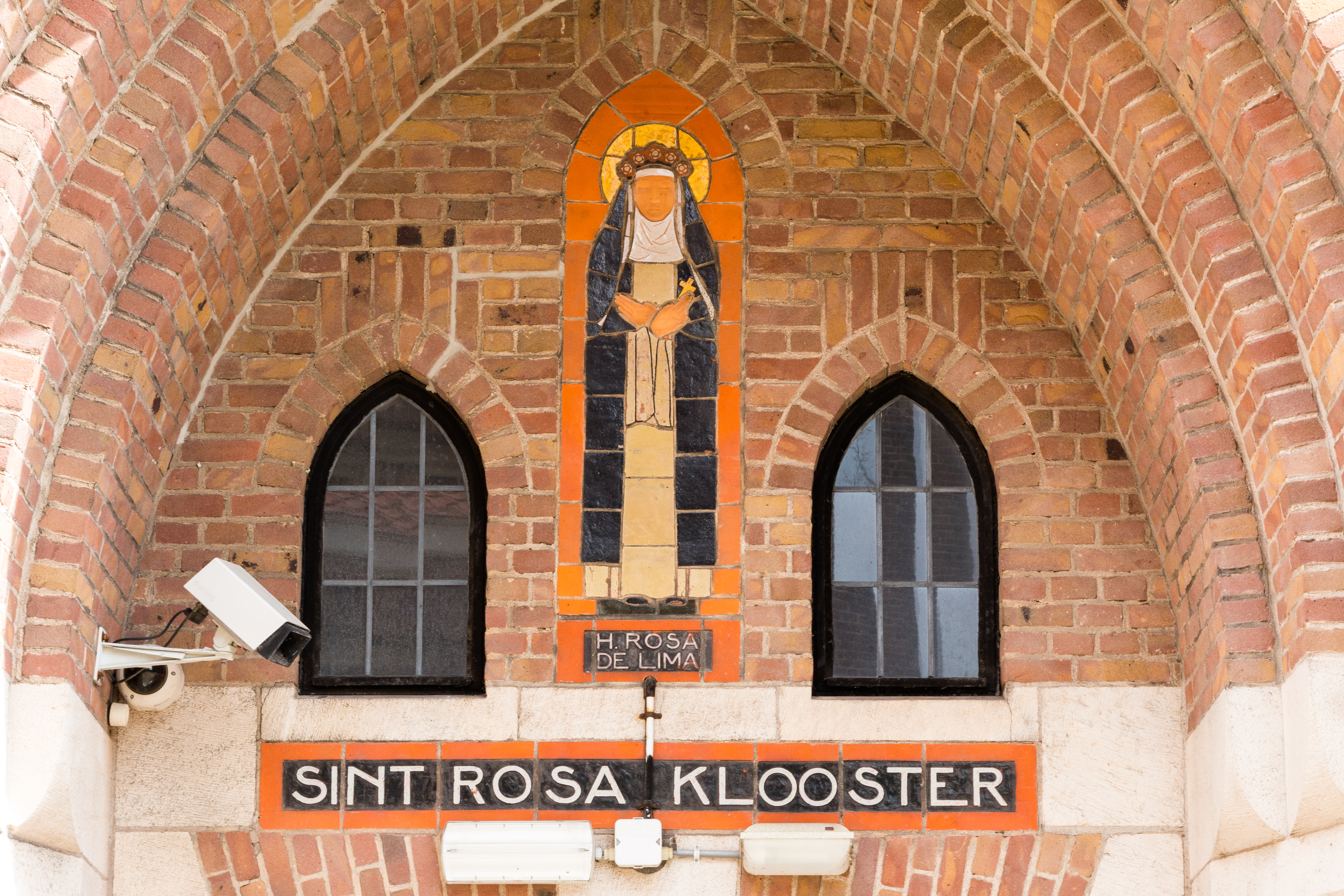
Tympaan boven een ingang van het Sint-Rosaklooster